# Lesia
Lesia, biljni rod grmovitih penjačica iz porodice gesnerijevki smješten u podtribus Columneinae, dio tribusa Gesnerieae.. Pripadaju mu dvije vrste iz tropske Južne Amerike.
Rod je opisan u Systematic Botany 38(2): 456, 458. 2013. Ovaj novi rod gesnerijada, Lesia, nazvan je u čast botaničara emericijusa Laurencea E. Skoga. Rod je stvoren kako bi se prilagodio čudnoj južnoameričkoj (prvenstveno gvajanskoj) vrsti Alloplectus savannarum C.V.Morton, za koje je molekularna filogenija pokazala da ne pripadaju tom ili bilo kojem drugom rodu. Osnovan je kao monotipičan, a druga vrsta otkrivena je 2016.

## Vrste
1. Lesia savannarum (C.V.Morton) J.L.Clark & J.F.Sm.; tipična vrsta
2. Lesia tepuiensis G.E.Ferreira & Chautems